# Medium-lance
Medium-lance, ook mediumlance of  midlance genoemd, is een type beloningsmodel behorend bij een detacheringsovereenkomst, en heeft als belangrijkste kenmerk variabele beloning. Medium-lance combineert arbeidsvoorwaarden behorende bij een vast dienstverband met voordelen die een freelance- of zzp-schap biedt. Medium-lance kan ook worden gebruikt als tussenstap naar zelfstandigheid.

## Concept
Iedere organisatie die medium-lance als beloningsmodel aanbiedt, kan daar een eigen unieke invulling aan geven en desgewenst een eigen merknaam. Medium-lance dienstverbanden hebben veelal de volgende kenmerken gemeenschappelijk:
- een (lager dan normaal) gegarandeerd basissalaris met bijbehorende sociale voorzieningen,
- flexibiliteit wat betreft deelname aan / gebruik van secundaire arbeidsvoorwaarden die de organisatie biedt, en
- een (forse) variabele component, gebaseerd op het persoonlijk resultaat van de medewerker.

Een medium-lance dienstverband stimuleert het ondernemerschap van de medewerker. De verdiensten van de werknemer zijn voor een belangrijk deel afhankelijk van zijn persoonlijk resultaat. Een nadeel van dit beloningsmodel is de terugval in inkomen, als er geen opdracht is voor de werknemer, en deze bijgevolg op de bank zit.

## Zakelijke dienstverlening
Medium-lance wordt voornamelijk aangeboden door detacheringsbureaus in de zakelijke dienstverlening. De bijdrage die een medewerker levert aan het resultaat van de onderneming is in de zakelijke dienstverlening vaak helder vast te stellen, met name daar waar de prestatie wordt uitgevoerd op basis van 'tijd en materialen'. Dit wordt in de wandeling ook wel 'uurtje-factuurtje' genoemd.
Door de persoonlijke omzet van de medewerker te verminderen met de direct aan de medewerker toe te schrijven kosten is het persoonlijk resultaat eenvoudig vast te stellen. Een deel van dit persoonlijk resultaat wordt uitbetaald aan de medium-lancer als variabele component van de beloning.

## Handelsmerken
De term 'Midlance' werd in 2008 geïntroduceerd door een Nederlands detacheringsbureau dat claimt deze beloningsvorm dat jaar onder de merknaam midlance te hebben geregistreerd.
Daarnaast is de afgeleide naam 'Midlancer' geregistreerd als merknaam.